# Haplochromis macconneli
Haplochromis macconneli är en fiskart som beskrevs av Greenwood, 1974. Haplochromis macconneli ingår i släktet Haplochromis och familjen Cichlidae. IUCN kategoriserar arten globalt som livskraftig. Inga underarter finns listade i Catalogue of Life.